# Edward Gerstenfeld
Edward Gerstenfeld (russisch Эдуард (Эдвард) Исаакович Герстенфельд (Герштенфельд); * Januar 1915 in Lemberg (Österreich-Ungarn); † 1943 in Rostow am Don) war ein polnisch-sowjetischer Schachmeister.

## Leben
Gerstenfeld, der während der Existenz Österreich-Ungarns als österreichischer Staatsbürger zur Welt kam, begann seine Schachlaufbahn in seiner galizischen Heimatstadt Lemberg, in der er Kindheit und Jugend verbrachte. Während ihrer Zugehörigkeit zum polnischen Staat (1918–1939) erhielt sie den Namen Lwów. 1933 qualifizierte sich Gerstenfeld erstmals für die Meisterschaft Lwóws. 1935 gewann er zum ersten Mal dieses stets stark besetzte Turnier. Im selben Jahr zog er nach Łódź, das in der Zwischenkriegszeit eine der Hochburgen des polnischen Schachs war.
Gerstenfeld nahm an drei polnischen Meisterschaften teil (1935, 1937 und 1938), wobei sein sechster Platz im Jahr 1938 sein bestes Ergebnis darstellt. Diese Meisterschaft war sehr stark besetzt, da sie als internationales Turnier ausgetragen wurde. Vasja Pirc gewann vor Savielly Tartakower. Gerstenfeld besiegte Tartakower.
Im Sommer 1939, noch vor Ausbruch des Zweiten Weltkrieges, kehrte Gerstenfeld wieder zurück nach Lwów. Mit Beginn des Krieges im September 1939 trat auch die Geheimklausel des Hitler-Stalin-Paktes in Kraft und sowjetische Truppen besetzten das östliche Galizien. Dieses Gebiet wurde nach Abschluss der Kampfhandlungen mit der polnischen Armee im Herbst 1939 der sowjetischen Ukraine angegliedert und das polnische Lwów wurde in das ukrainische Lwiw umbenannt.
Gerstenfeld erhielt die sowjetische Staatsbürgerschaft und nahm bereits 1940 an sowjetischen Turnieren teil. Er war Teilnehmer der Ukrainischen Meisterschaft 1940, die von Isaak Boleslawski gewonnen wurde und anschließend, ebenfalls im Jahr 1940, Sieger des UdSSR-Halbfinales in Kiew (gemeinsam mit Mark Stolberg), was die Qualifizierung zur UdSSR-Meisterschaft im selben Jahr bedeutete, die Gerstenfeld auf Platz 17 abschloss. Im selben Jahr erhielt er den Titel Meister des Sports der UdSSR verliehen, gleichzeitig wurde ihm die Leitung der Schachsektion des neugegründeten Pionierpalastes in Lwiw übertragen.
Anfang 1941 siegte Gerstenfeld bei der Meisterschaft von Lwiw und nahm im Juni in Rostow am Don am nächsten Halbfinale zur UdSSR-Meisterschaft teil, an dem 44 Spieler, in vier Gruppen zu 11 Spielern eingeteilt, um insgesamt acht Qualifikationsplätze zur Landesmeisterschaft kämpften. Nachdem fünf Runden gespielt waren, überfiel Nazi-Deutschland die Sowjetunion und das Turnier wurde abgebrochen.
Gerstenfelds weiterer Verbleib ist nicht überliefert. Der polnische Historiker Tadeusz Wolsza schrieb, dass er nach Lwiw zurückkehrte und Ende 1942 entweder dort im Ghetto oder im Vernichtungslager Belzec von den Nazis ermordet worden sei. Russische Quellen geben indessen an, dass er 1943 in Rostow am Don von Nazis bei einer Massenerschießung an Juden getötet wurde.